# 大阪四季劇場

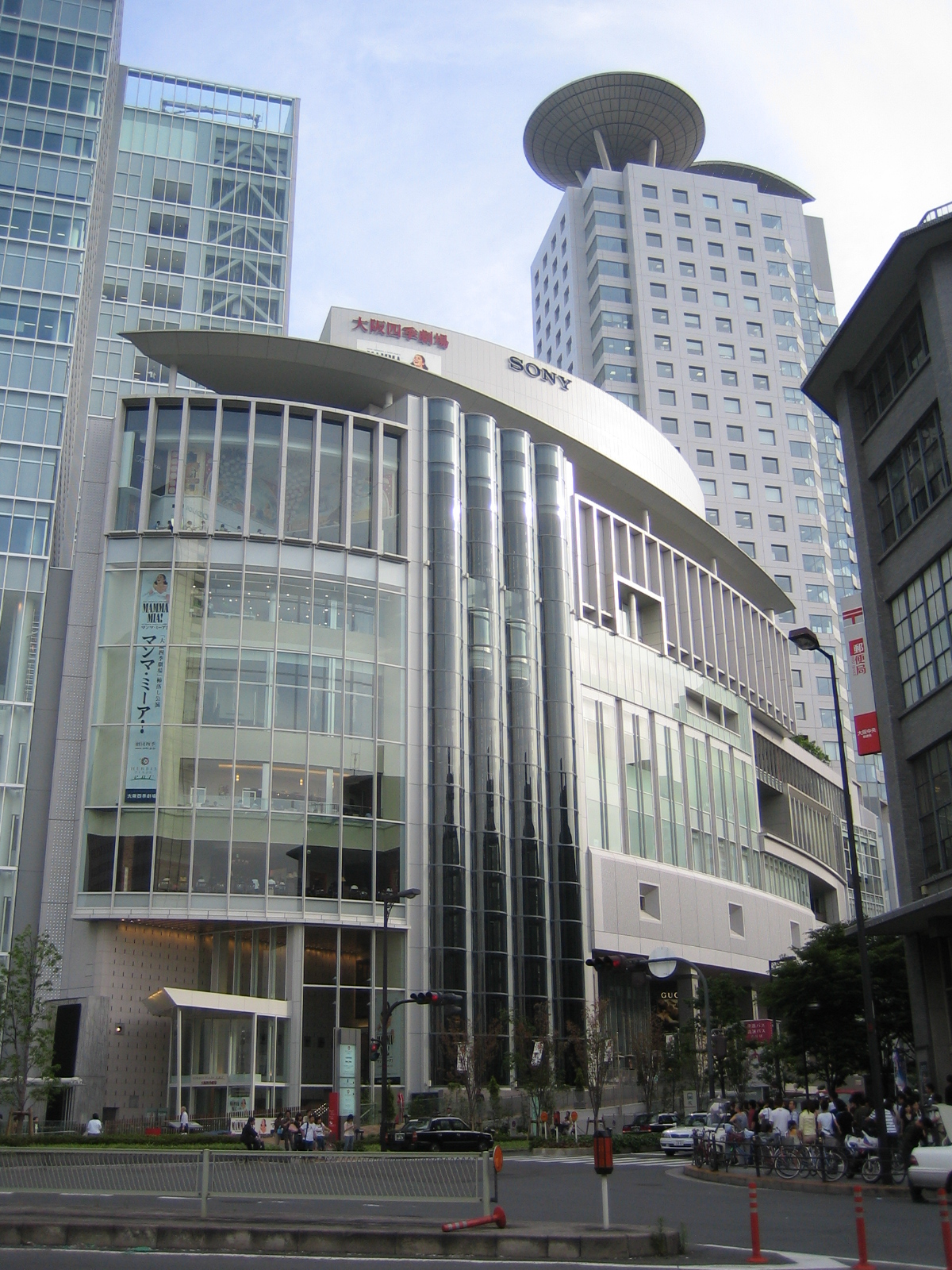
大阪四季劇場のある
ハービスENT

大阪四季劇場（おおさかしきげきじょう）は、大阪市北区梅田にある劇場。客席数は1,119席。

## 概要
劇団四季が大阪で初めて長期公演を行ったのは『キャッツ』（1985年3月 - 1986年4月）で、それ以降も1985年10月に上本町に開場した近鉄劇場を中心に大阪公演を行ってきた。1995年に『オペラ座の怪人』を堂島の毎日ホールで上演したことを機に、同劇場は名称をMBS劇場と改め、劇団四季の大阪における公演拠点となった。
1999年に大阪ビジネスパークに移転し、大阪MBS劇場（後のシアターBRAVA!）と改称して以降も公演拠点であり続けたが、阪神電気鉄道からハービスENT内への劇場開設誘致を受け、交通の利便性なども考慮した結果、大阪MBS劇場での公演をやめ、再度梅田に拠点を移すことになった。2005年1月に「大阪四季劇場」として開場。こけら落とし公演は、『マンマ・ミーア!』であった。
ハービスENTの7階にあり、地下鉄四つ橋線西梅田駅やJRの北新地駅・大阪駅などと地下通路を経て直結している。
なお、キャッツの大阪初演会場は大阪四季劇場の北側にあった国鉄コンテナヤード内の仮設テントであった。同劇場の開場により劇団四季は、20年ぶりに大阪での原点ともいうべき西梅田に拠点を戻したことになる。

## 上演作品
- 2005年
  - マンマ・ミーア!（1月9日 - 2007年2月11日）
- 2007年
  - オペラ座の怪人（5月3日 - 2009年5月17日）
- 2009年
  - ジーザス・クライスト＝スーパースター#エルサレムバージョン（6月9日 - 6月28日）
  - 劇団四季 ソング&ダンス55ステップス（7月13日 - 9月6日）
  - ウィキッド（10月11日 - 2011年2月13日）
- 2011年
  - アイーダ（3月21日 - 8月21日）
  - サウンド・オブ・ミュージック（9月11日 - 2012年6月3日）
- 2012年
  - 夢から醒めた夢（6月12日 - 8月12日[1]）
  - ライオンキング（10月28日 - 2016年5月15日[2]）
- 2016年
  - キャッツ（7月16日[3] - 2018年5月6日）
- 2018年
  - ソング&ダンス 65（6月17日 - 8月19日）
  - リトルマーメイド（10月13日 - 2021年11月21日）[4]
- 2022年
  - オペラ座の怪人（3月6日 - 2023年8月27日）[5][6]
- 2023年
  - バケモノの子（12月10日 - 2024年5月25日）[6]
- 2024年
  - ウィキッド（8月15日 - 2025年7月6日）
- 2025年
  - ゴースト&レディ（12月6日開幕）

## アクセス
- 阪神本線 大阪梅田駅下車すぐ
- 地下鉄四つ橋線 西梅田駅下車すぐ
- JR大阪駅より徒歩約2分
- JR東西線 北新地駅より徒歩約4分